# Taphozous nudiventris
Il pipistrello delle tombe dal ventre nudo (Taphozous nudiventris  Cretzschmar, 1830) è un pipistrello della famiglia degli Emballonuridi diffuso in Africa e nel Medio Oriente.

## Descrizione

### Dimensioni
Pipistrello di grandi dimensioni, con la lunghezza totale tra 110 e 132 mm, la lunghezza dell'avambraccio tra 67 e 79 mm, la lunghezza della coda tra 20 e 37 mm, la lunghezza del piede tra 11 e 18 mm, la lunghezza delle orecchie tra 16 e 25 mm e un peso fino a 40 g.

### Aspetto
La pelliccia è corta e liscia, la groppa e il basso ventre sono interamente privi di peli. Le parti dorsali sono bruno-rossastre scure, bruno-grigiastre o marroni scure, con la base grigio chiara o giallastra, mentre le parti ventrali sono più chiare. La testa è relativamente piatta e triangolare, il muso è conico, privo di peli e con una sacca golare ben sviluppata nei maschi e ridotta ad una piega rudimentale nelle femmine. Sul labbro inferiore è presente un solco longitudinale superficiale. Gli occhi sono relativamente grandi. Le orecchie sono triangolari con la punta smussata, rivolte all'indietro, separate tra loro, con diverse pieghe sulla superficie interna del padiglione auricolare. Il trago è corto, largo e con l'estremità leggermente arrotondata, mentre l'antitrago è lungo, semi-circolare e si estende quasi fino all'angolo posteriore della bocca. Le membrane alari sono lunghe, strette e marroni scure. Una sacca ghiandolare poco sviluppata è presente tra l'avambraccio e il primo metacarpo. La coda è lunga e fuoriesce dall'uropatagio a circa metà della sua lunghezza. Il calcar è lungo. Il cariotipo è 2n=42 FNa=64.

### Ecolocazione
Emette ultrasuoni sotto forma di impulsi a frequenza quasi costante di 21–25 kHz e con la presenza di due rilevanti armoniche.

## Biologia

### Comportamento
Si rifugia in colonie fino a 2.000 individui nelle strette fessure rocciose, grotte, colline argillose, pozzi, vecchie rovine, moschee e templi dell'antico Egitto, incluso Karnak. Forma vivai di circa 200-1000 femmine. L'attività predatoria inizia 15 minuti dopo il tramonto. Abile volatore, può coprire distanze notevoli per cacciare. Durante i periodi più freddi alcune popolazioni entrano in ibernazione, altre migrano in zone più temperate ed altre ancora accumulano grasso corporeo.

### Alimentazione
Si nutre di insetti come coleotteri, falene, cavallette, blatte, grilli e formiche volanti catturati ad oltre 100 metri di quota sopra spazi aperti. Diventa particolarmente abbondante nei periodi in quale le falene invadono i campi di cotone in Palestina durante i mesi di luglio ed agosto.

### Riproduzione
Danno alla luce un piccolo alla volta tra metà aprile e fine maggio. Dopo essersi accoppiati tra settembre ed ottobre, le femmine trattengono lo sperma e ritardano la fertilizzazione durante il periodo invernale.

## Distribuzione e habitat
Questa specie è diffusa in maniera discontinua nell'Africa settentrionale, nel Medio Oriente, nella Penisola arabica e nel Subcontinente indiano. È stato osservato anche nella Birmania centrale.
Vive nelle savane alberate, boscaglie, arbusteti, ambienti semi-desertici, foreste tropicali e sempreverdi umide. Si trova in prossimità di grosse fonti d'acqua.

## Tassonomia
Sono state riconosciute 5 sottospecie:
- T.n.nudiventris: Marocco nord-orientale, Mauritania meridionale, Senegal ed Egitto settentrionali, Eritrea, Gibuti, Somalia, Sudan del Sud, Repubblica Democratica del Congo nord-orientale, Kenya occidentale, Tanzania settentrionale;
- T.n.kachhensis (Dobson, 1872): Stati indiani dell'Andra Pradesh, Rajasthan, Maharashtra, Madhya Pradesh, Karnataka, Bihar, Gujarat, Sikkim, Tamil Nadu, Uttar Pradesh, West Bengal; Afghanistan, Pakistan, Bangladesh;
- T.n.magnus (Wettstein, 1913): Israele, Giordania occidentale, Palestina, Iraq orientale, Iran sud-occidentale e centro-settentrionale, Turchia sud-orientale;
- T.n.nudaster (Thomas, 1915): Birmania centrale;
- T.n.zayidi (Harrison, 1955): Oman, Yemen, Emirati Arabi Uniti, Bahrein.

## Conservazione
La IUCN Red List, considerato il vasto areale, la tolleranza alle modifiche ambientali e la popolazione presumibilmente numerosa, classifica T.nudiventris come specie a rischio minimo (Least Concern)).